# Spilosoma lacticolor
Spilosoma lacticolor là một loài bướm đêm thuộc phân họ Arctiinae, họ Erebidae.